# Jacques Henri Romeijn
Jacques Henri Romeijn MSF (* 17. Februar 1906 in Voorschoten; † 23. September 1986) war ein niederländischer Priester und Bischof von Samarinda.

## Leben
Jacques Henri Romeijn trat der Ordensgemeinschaft der Missionare von der Heiligen Familie bei und empfing am 24. Juli 1932 die Priesterweihe. Papst Pius XII. ernannte ihn am 10. Juli 1955 zum Apostolischen Vikar von Samarinda.
Der Bischof von Haarlem, Johannes Petrus Huibers, weihte ihn am 15. September desselben Jahres zum Bischof; Mitkonsekratoren waren Nicolas Verhoeven MSC, Apostolischer Vikar von Manado, und Tarcisius Henricus Josephus van Valenberg OFMCap, Apostolischer Vikar von Pontianak.
Mit der Erhebung zum Bistum am 3. Januar 1961 wurde er zum Bischof von Samarinda ernannt. Er nahm an allen Sitzungsperioden des Zweiten Vatikanischen Konzils teil. Am 11. Februar 1975 verzichtete er auf sein Amt.